# 黑鰭金槍魚
黑鰭金槍魚為輻鰭魚綱鱸形目鯖亞目鯖科的其中一種，分布於西大西洋區，從美國麻州至巴西里約熱內盧海域，體長可達108公分，棲息在沿岸海域，成群活動，屬肉食性，以魚類、頭足類、甲殼類為食，可做為食用魚、遊釣魚。

## 外部連結
維基物種上的相關：黑鰭金槍魚